# Parlamentswahl in Ägypten 2011/2012

Sitzverteilung:
Freiheit und Gerechtigkeit (Demokratische Allianz), 235 Sitze
Partei des Lichts (Islamischer Block), 123 Sitze
Neue Wafd-Partei, 38 Sitze
Ägyptischer Block, 34 Sitze
NDP-Nachfolgerparteien, 18 Sitze
al-Wasat-Partei, 10 Sitze
Die Revolution geht weiter, 9 Sitze
Reform- und Entwicklungspartei, 9 Sitze
Partei der Gerechtigkeit, 1 Sitz
Unabhängige, 21 Sitze
durch den Militärrat Ernannte, 10 Sitze

Die Parlamentswahl in Ägypten 2011/2012 fand vom 28. November 2011 bis zum 10. Januar 2012 statt; sie war eine Folge der Revolution in Ägypten 2011. Im Februar 2011, wenige Monate nach seiner Einsetzung, war die aus der Scheinwahl von 2010 hervorgegangene Ägyptische Volksversammlung aufgelöst worden. Ende März 2011 verkündete der regierende Oberste Rat der Streitkräfte einen Neuwahl-Termin im September. Am 13. Juli gab ein Vertreter des Hohen Rats bekannt, dass der Termin auf Oktober oder November 2011 verschoben wurde. Am 24. Juli erklärte ein Vertreter der fünf Tage zuvor gegründeten Hohen Wahlkommission, die Wahl werde im November stattfinden. Der regierende Militärrat legte am 28. September 2011 den Beginn der Wahl auf den 28. November 2011 fest.
Die Wahl wurde in drei Stufen zu unterschiedlichen Zeiten in je unterschiedlichen Regionen durchgeführt, beginnend am 28. November und endend am 10. Januar 2012. Ab dem 29. Januar 2012 fand die Wahl zur Schura in Ägypten 2012 statt; bei dieser wurde die zweite Kammer des Parlaments gewählt.
Die islamistischen Parteien erhielten bei der Parlamentswahl mehr als 70 % der Mandate. Wahlsieger wurden die Freiheits- und Gerechtigkeitspartei der Muslimbruderschaft und ihre Bündnispartner in der Demokratischen Allianz, die 46,3 % der Sitze erhielt. Nachfolgerparteien der einst regierenden Nationaldemokratischen Partei (wie die Freiheitspartei und die Nationale Partei) erhielten nur noch 6,4 % der Mandate.

## Hintergrund

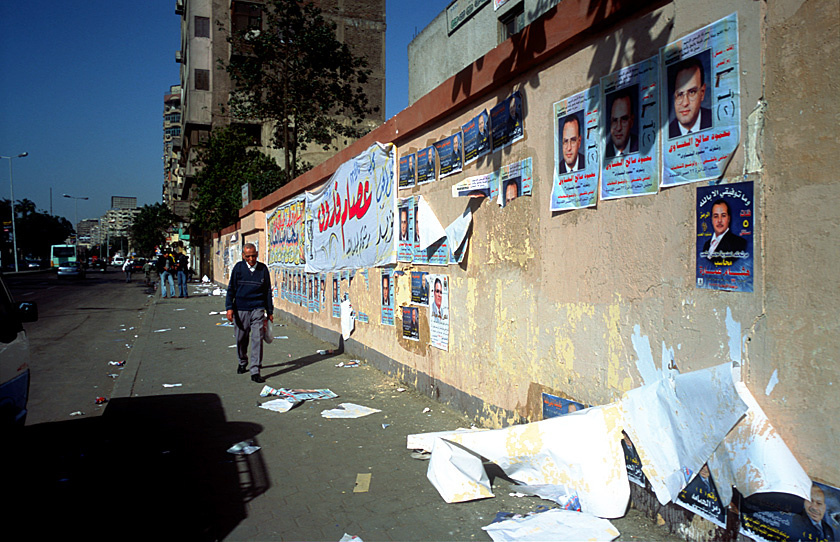
Wahlposter in Kairo

Ein Verfassungsreferendum am 19. März desselben Jahres hatte die rechtlichen Grundlagen für die Durchführung der Wahl geschaffen. Der Militärrat kündigte außerdem an, den seit Jahrzehnten geltenden Ausnahmezustand vor den Wahlen aufheben zu wollen. Dennoch äußerten verschiedene Oppositionelle auch Bedenken gegen einen Wahltermin im Jahr 2011, da sie befürchten, dass sich in der Kürze der Zeit kaum Parteistrukturen aufbauen lassen, die es den verschiedenen politischen Richtungen ermöglichen, insbesondere mit den gut organisierten Muslimbrüdern zu konkurrieren. Präsidentschaftswahlen sollen nach den Parlamentswahlen ebenfalls stattfinden.
Ende September drohten 43 Parteien, darunter auch die Muslimbrüder, mit einem Wahlboykott, falls der Militärrat nicht die Kandidatur von ehemaligen Mitgliedern der Nationaldemokratischen Partei (NDP) verbietet und einen Zeitplan für die Machtübergabe an eine zivile Führung festlegt. Der Militärrat bezeichnete das Vorhaben als eine „Bedrohung der Demokratie“. Am 1. Oktober veröffentlichte der Militärrat einen konkreten Zeitplan für die Machtübergabe an eine zivile Führung. Außerdem werde ein Ende der Militärprozesse und des Ausnahmezustands geprüft. Daraufhin zogen die Parteien ihren Boykottaufruf zurück.
Am 14. November entschied das Oberste Verwaltungsgericht in Kairo, dass ehemalige Mitglieder der früheren Regierungspartei NDP bei der Wahl antreten dürfen. Lediglich den obersten Kadern wird eine Kandidatur verboten.
Knapp eine Woche vor dem geplanten Start der Wahl, am 22. November 2011, trat das Kabinett Scharaf zurück. Grund dafür war das Vorgehen der Armee gegen Demonstranten in der Zeit davor.

## Modalitäten

Zahl der zu wählenden Abgeordneten pro Gouvernement

Am 21. Juli veröffentlichte der Militärrat das neue Wahlgesetz. Demnach soll es 508 Abgeordnete geben, davon werden 10 nach der Wahl vom Militärrat ernannt. Von den verbleibenden 498 Abgeordneten sollen 332 durch Verhältniswahl und 166 über Wahlkreise nach Mehrheitswahl ermittelt werden. Teilnehmen können Parteien mit über 5000 Gründungsmitgliedern. Außerdem müssen 50 Prozent der Abgeordneten über Mehrheitswahl „Arbeiter oder Bauern“ sein.
Die Wahlen sollen in drei Stufen zu unterschiedlichen Zeiten in je neun der 27 Gouvernements Ägyptens durchgeführt werden, beginnend am 28. November und endend am 10. Januar 2012. Ursprünglich war pro Wahlphase nur ein Wahltag vorgesehen. Wenige Tage vor Beginn der Wahlen dehnte der Militärrat die Wahlperiode jedoch auf zwei Tage je Phase aus.
- Am 28. und 29. November 2011 wurde in den neun Gouvernements von Kairo, Fayoum, Port Said, Damietta, Alexandria, Kafr asch-Schaich, Assiut, Luxor und al-Bahr al-ahmar gewählt. Die Stichwahlen der ersten Wahlrunde fanden am 5. und 6. Dezember 2011 statt.[14]
- Am 14. und 15. Dezember 2011 wählten die neun Gouvernements von Gizeh, Beni Suef, al-Minufiyya, asch-Scharqiyya, Ismailiya, Suez, al-Buhaira, Sohag und Assuan.
- Am 3. und 4. Januar 2012 wählten schließlich die letzten neun Gouvernements Minya, al-Qalyubiyya, al-Gharbiyya, ad-Daqahliyya, Schimal Sina, Dschanub Sina, Matruh, Qena und al-Wadi al-dschadid.[15]

Auch die zweite Kammer des Parlaments, der Schura-Rat, sollte in zwei Stufen beginnend mit dem 29. Januar 2012 gewählt werden.

## Wahlen
Nach den offiziellen Ergebnissen konnten islamistische Parteien bei den Parlamentswahlen mehr als 70 % der Mandate gewinnen. Wahlsieger wurde die Partei der Muslimbrüder und ihrer Bündnispartner, die 37,5 % der Stimmen und 45,7 Prozent der Sitze erreichte. Mit 24,6 Prozent der Sitze folgt die radikal-islamische Partei des Lichts gemeinsam mit anderen kleineren Parteien aus dem Lager der Salafisten. Drittstärkste Partei wurde die liberale Neue Wafd-Partei (8,4 Prozent), gefolgt von dem neuen Ägyptischen Block (6,6 Prozent).
98 % der gewählten Abgeordneten sind Männer; nur 2 % – insgesamt zehn – sind Frauen, von denen die meisten wiederum Islamistinnen sind. Ebenfalls zogen nur elf ägyptische Christen (2 %) ins Parlament ein (der Anteil der Christen an der Gesamtbevölkerung beträgt 10 %).

### Gesamtergebnis
|  | Partei/Bündnis                                                        | Polit. Ausrichtung          | Stimmen    | Anteil  | Sitze (VW) | Sitze (MW) | Sitze (gesamt) | Mitgliedsparteien |
|  | --------------------------------------------------------------------- | --------------------------- | ---------- | ------- | ---------- | ---------- | -------------- | --- |
|  | Freiheits- und Gerechtigkeitspartei (führt die Demokratische Allianz) | Muslimbruderschaft u. a.    | 10.138.134 | 37,5 %  | 127        | 108        | 235            | Freiheits- und Gerechtigkeitspartei: 213 Partei der Würde: 6 Morgen-Partei der Revolution: 2 Zivilisationspartei: 2 Islamische Arbeitspartei: 1 Ägyptische Arabische Sozialistische Partei: 1 Ägyptische Reformpartei: 1 angeschl. Parteilose: 9 |
|  | Partei des Lichts (führt den Islamistischen Block)                    | islamistisch – salafistisch | 7.534.266  | 27,8 %  | 96         | 27         | 123            | Partei des Lichts: 107 Aufbau- und Entwicklungspartei: 13 al-Asala-Partei: 3 |
|  | Neue Wafd-Partei                                                      | nationalliberal             | 2.480.391  | 9,2 %   | 36         | 2          | 38             | |
|  | Ägyptischer Block                                                     | sozialliberal               | 2.402.238  | 8,9 %   | 33         | 2          | 35             | Ägyptische Sozialdemokratische Partei: 16 Partei der Freien Ägypter: 15 National-Progressive Unionistische Partei: 4 |
|  | al-Wasat-Partei                                                       | gemäßigt islamisch          | 989.003    | 3,7 %   | 10         | 0          | 10             | |
|  | Die Revolution geht weiter                                            | linksgerichtet              | 745.863    | 2,8 %   | 7          | 2          | 9              | Sozialistische Volksallianz: 7 Partei Freiheitliches Ägypten: 1 Gleichheits- und Entwicklungspartei: 1 |
|  | Reform- und Entwicklungspartei                                        | liberal                     | 604.415    | 2,2 %   | 8          | 1          | 9              | |
|  | Freiheitspartei                                                       | ehemalige NDP-Mitglieder    | 514.029    | 1,9 %   | 4          | 1          | 5              | |
|  | Nationale Partei                                                      | ehemalige NDP-Mitglieder    | 425.021    | 1,6 %   | 4          | 1          | 5              | |
|  | Konservative Partei                                                   |                             | 272.910    | 1,0 %   | 0          | 1          | 1              | |
|  | Partei des demokratischen Friedens                                    |                             | 248.281    | 0,9 %   | 1          | 0          | 1              | |
|  | Ägyptische Bürgerpartei                                               | ehemalige NDP-Mitglieder    | 235.395    | 0,9 %   | 3          | 1          | 4              | |
|  | Partei der Gerechtigkeit                                              | Mitte                       | 184.553    | 0,7 %   | 0          | 1          | 1              | |
|  | Arabische Ägyptische Union                                            | ehemalige NDP-Mitglieder    | 149.253    | 0,6 %   | 1          | 0          | 1              | |
|  | Partei der Einheit                                                    | ehemalige NDP-Mitglieder    | 141.382    | 0,5 %   | 2          | 0          | 2              | |
|  | Unabhängige                                                           | parteilos                   | –          | –       | –          | 18         | 18             | |
|  | Gesamtstimmen                                                         | –                           | 27.065.135 | 100,0 % | 332        | 166        | 498            | |
|  | ernannt durch Militär                                                 | –                           | –          | –       | –          | –          | 10             | |
|  | Gesamt                                                                | –                           | –          | –       | –          | –          | 508            | |

### Ergebnis nach Runden
Erste Runde:
In der ersten Runde werden 168 der 508 Sitze in der Volksversammlung gewählt. In neun Governoraten werden 112 Sitze nach dem System der Verhältnis-, 56 Sitze nach dem System der Mehrheitswahl vergeben.
Die Ergebnisse vom 28. und 29. November 2011 sehen bisher wie folgt aus:

Wahltermine 2011/2012:
28. bis 29. November
14. bis 15. Dezember
3. bis 4. Januar

| Partei | Partei                                                      | Typ                      | Stimmen (VW) | Anteil | Sitze | Sitze (MW) | Gesamtsitze | Anteil |
| ------ | ----------------------------------------------------------- | ------------------------ | ------------ | ------ | ----- | ---------- | ----------- | ------ |
|        | Freiheits- und Gerechtigkeitspartei (Demokratische Allianz) | Muslimbruderschaft u. a. | 3.565.092    | 36,6 % | 40    | 33         | 73          | 49 %   |
|        | Partei des Lichts                                           | islamistische Salafisten | 2.371.713    | 24,4 % | 26    | 4          | 30          | 20 %   |
|        | Ägyptischer Block                                           | Liberaldemokraten        | 1.299.819    | 13,4 % | 13    | 2          | 15          | 10 %   |
|        | Neue Wafd-Partei                                            | Nationalliberale         | 690.077      | 7,1 %  | 10    | 1          | 11          | 7 %    |
|        | Die Revolution geht weiter                                  | Linke                    | 335.947      | 3,5 %  | 4     | 2          | 6           | 4 %    |
|        | al-Wasat-Partei                                             | gemäßigte Muslime        | 415.590      | 4,3 %  | 4     | 0          | 4           | 3 %    |
|        | Reform- und Entwicklungspartei                              | Liberale                 | 185.138      | 1,9 %  | 2     | 0          | 2           | 1 %    |
|        | Nationale Partei                                            | ehemalige NDP-Mitglieder | 153.429      | 1,6 %  | 1     | 1          | 2           | 1 %    |
|        | Freiheitspartei                                             | ehemalige NDP-Mitglieder | 136.784      | 1,4 %  | 1     | 0          | 1           | <1 %   |
|        | Gerechtigkeitspartei                                        | Zentristen               | 76.769       | 0,8 %  | 0     | 1          | 1           | <1 %   |
|        | Konservative Partei                                         | ehemalige NDP-Mitglieder | 76.743       | 0,8 %  | 0     | 0          | 0           | 0 %    |
|        | Ägyptische Bürgerpartei                                     | NDP-Mitglieder           | 67.602       | 0,7 %  | 1     | 1          | 2           | 1 %    |
|        | Demokratische Friedenspartei                                |                          | 51.704       | 0,5 %  | 0     | 0          | 0           | 0 %    |
|        | Unabhängige                                                 |                          | 308.106      | 3,2 %  | 0     | 3          | 3           | 2 %    |
| Gesamt | Gesamt                                                      | Parlament                | 9.734.513    | 100 %  | 102   | 48         | 150         | 100 %  |

Zweite Runde:
In der zweiten Runde werden in neun Governoraten 180 Abgeordnete gewählt, davon 120 nach Verhältniswahlrecht und 60 nach Mehrheitswahlrecht.
| Partei | Partei                                                      | Typ                      | Stimmen (VW) | Anteil | Sitze | Sitze (MW) | Gesamtsitze | Anteil |
| ------ | ----------------------------------------------------------- | ------------------------ | ------------ | ------ | ----- | ---------- | ----------- | ------ |
|        | Freiheits- und Gerechtigkeitspartei (Demokratische Allianz) | Muslimbrüder u. a.       | 4.058.498    | 36,3 % | 43    | 36         | 79          | 46 %   |
|        | Partei des Lichts                                           | islamistische Salafisten | 3.216.430    | 28,8 % | 35    | 13         | 48          | 28 %   |
|        | Neue Wafd-Partei                                            | Nationalliberale         | 1.077.244    | 9,6 %  | 14    | 0          | 14          | 8 %    |
|        | Ägyptischer Block                                           | Liberale Demokraten      | 785.084      | 7,0 %  | 9     | 0          | 9           | 5 %    |
|        | Reform- und Entwicklungspartei                              | Liberale                 | 231.713      | 2,1 %  | 4     | 1          | 5           | 3 %    |
|        | al-Wasat-Partei                                             | gemäßigte Muslime        | 368.375      | 3,3 %  | 3     | 0          | 3           | 2 %    |
|        | Nationale Partei                                            | ehemalige NDP-Mitglieder | 169.662      | 1,5 %  | 2     | 0          | 2           | 1 %    |
|        | Ägyptische Bürgerpartei                                     | ehemalige NDP-Mitglieder | 151.314      | 1,4 %  | 2     | 0          | 2           | 1 %    |
|        | Die Revolution geht weiter                                  | Linke                    | 161.594      | 1,4 %  | 1     | 0          | 1           | <1 %   |
|        | Konservative Partei                                         | ehemalige NDP-Mitglieder | 139.100      | 1,2 %  | 0     | 0          | 0           | 0 %    |
|        | Demokratische Friedenspartei                                |                          | 121.694      | 1,1 %  | 0     | 0          | 0           | 0 %    |
|        | Freiheitspartei                                             | ehemalige NDP-Mitglieder | 97.165       | 0,9 %  | 0     | 0          | 0           | 0 %    |
|        | Gerechtigkeitspartei                                        | Zentristen               | 46.681       | 0,4 %  | 0     | 1          | 1           | <1 %   |
|        | Arabische Ägyptische Union                                  |                          |              |        | 1     | 0          | 1           | <1 %   |
|        | Partei der Einheit                                          | ehemalige NDP-Mitglieder |              |        | 1     | 0          | 1           | <1 %   |
|        | Neue Unabhängige                                            |                          |              |        | 1     | 0          | 1           | <1 %   |
|        | Unabhängige                                                 |                          |              |        | 0     | 5          | 5           | 4 %    |
| Gesamt | Gesamt                                                      | Parlament                | 11.173.818   | 100 %  | 116   | 56         | 172         | 100 %  |

Dritte Runde:
Wahl in neun Governoraten mit 150 Abgeordneten, davon 100 nach Verhältniswahlrecht und 50 nach Mehrheitswahlrecht:
| Partei | Partei                                                      | Typ                      | Stimmen (VW) | Anteil | Sitze | Sitze (MW) | Gesamtsitze | Anteil |
| ------ | ----------------------------------------------------------- | ------------------------ | ------------ | ------ | ----- | ---------- | ----------- | ------ |
|        | Freiheits- und Gerechtigkeitspartei (Demokratische Allianz) | Muslimbrüder u. a.       |              |        | 37    | 4          | 41          | 39 %   |
|        | Partei des Lichts                                           | islamistische Salafisten |              |        | 29    | 1          | 30          | 29 %   |
|        | Neue Wafd-Partei                                            | Nationalliberale         |              |        | 13    | 0          | 13          | 12 %   |
|        | Ägyptischer Block                                           | Liberale Demokraten      |              |        | 6     | 0          | 6           | 6 %    |
|        | Reform- und Entwicklungspartei                              | Liberale                 |              |        | 4     | 0          | 4           | 4 %    |
|        | Die Revolution geht weiter                                  | Linke                    |              |        | 3     | 0          | 3           | 3 %    |
|        | Freiheitspartei                                             | ehemalige NDP-Mitglieder |              |        | 3     | 0          | 3           | 3 %    |
|        | Nationale Partei                                            | ehemalige NDP-Mitglieder |              |        | 2     | 0          | 2           | 2 %    |
|        | al-Wasat-Partei                                             | gemäßigte Muslime        |              |        | 1     | 0          | 1           | <1 %   |
|        | Partei der Einheit                                          | ehemalige NDP-Mitglieder |              |        | 1     | 0          | 1           | <1 %   |
|        | Nasseristische Partei                                       | Linke Nationalisten      |              |        | 1     | 0          | 1           | <1 %   |
|        | Unabhängige                                                 |                          |              |        | 0     | 0          | 0           | 0 %    |
| Gesamt | Gesamt                                                      | Parlament                | -            | 100 %  | 100   | 5          | 105         | 100 %  |

### Folgen
Mohammed Mursi (1951–2019) wurde am 30. Juni 2012 zum Staatspräsidenten der Arabischen Republik Ägypten gewählt. Er war bis dahin Vorsitzender der Freiheits- und Gerechtigkeitspartei (FGP).
Siehe auch Mohammed Mursi#Präsidentschaft, Verfassungsreferendum in Ägypten 2012

## Auflösung des Parlamentes
Am 14. Juni 2012 ordnete das oberste Gericht des Landes die Auflösung des Parlamentes an. Grund hierfür war, dass die Wahlen nicht verfassungsgemäß abgehalten wurden, da Parteien Kandidaten für ein Drittel der Sitze ins Rennen geschickt hatten, die für Unabhängige vorgesehen waren. Am Tag darauf wurde das Parlament vom Obersten Rat der Streitkräfte formal aufgelöst und in der Folge den Mitgliedern des Parlaments der Zutritt verweigert.